# Parafia św. Maksymiliana Marii Kolbego w Szklarach
Parafia św. Maksymiliana Marii Kolbego w Szklarach – parafia rzymskokatolicka, znajdująca się w archidiecezji krakowskiej, w dekanacie Bolechowice. W parafii posługują księża archidiecezjalni.

## Historia
Od czasu lokacji wsi,  tj. od 1329 roku Szklary należały do parafii Racławice.
W roku 1973 wikary w parafii Racławice, ks. Józef Pochopień kupił w Szklarach dom w którym został zorganizowany punkt katechetyczny.  12 sierpnia 1974 roku rozpoczęto akcję wyburzenia ganku. Akcję zabezpieczało około 120 milicjantów, funkcjonariusze ZOMO i ORMO. W obronie punktu katechetycznego wystąpili mieszkańcy Szklar, szczególnie kobiety. Obrońcy zostali spałowani, użyto gazu i przeprowadzono akcję zastraszania. Do Szklar przyjechał ówczesny metropolita krakowski – kardynał Karol Wojtyła, który we wspomnianym punkcie odprawił poranną Mszę Świętą. Według różnych danych w liturgii wzięło udział nawet tysiąc osób, a mieszkańcy Racławic na tę okoliczność przybyli w procesji.
W 1987 r. nastąpiło erygowanie parafii w Szklarach.
W czerwcu 2020 r. arcybiskup krakowski Marek Jędraszewski podjął decyzję o połączeniu urzędów proboszcza w Szklarach i Racławicach, co stało się po raz pierwszy w nowej historii archidiecezji krakowskiej. Jednak dwa miesiące później rozdzielił oba urzędy, ustanawiając ponownie osobnego proboszcza w Szklarach.

## Kościół
Kościół pw. św. Maksymiliana Marii Kolbego położony u stóp potężnego wapiennego wzniesienia Brodło wybudowany został w latach 1990  - 1994 według projektu Mieczysława Gawora. 9 kwietnia 2015 roku, parafianie przeżywali wielkie święto, bowiem Metropolita Krakowski - kardynał Stanisław Dziwisz - dokonał konsekracji świątyni.

## Proboszczowie
1987–1995. ks. Jerzy Mikuła.
1995–2004. ks. Stefan Urban.
2004–2012. ks. Marek Fit.
2012–2018. ks. Teodor Kilian.
2018–2020. ks. Krzysztof Główka.
2020. ks. kan. Jacek Miodek.
2020-2023 ks. Jerzy Gibas
2023- nadal ks. Piotr Wieczorek